# Zähringer
Die Zähringer waren ein mit den Staufern verwandtes schwäbisches Fürstengeschlecht, das sich ab dem Ende des 11. Jahrhunderts nach seiner Burg Zähringen bei Freiburg im Breisgau nannte. Das Haus Baden ist mit den Zähringern stammverwandt.
Das den Zähringern zugeschriebene Wappentier ist ein roter Adler, jedoch ist auf zeitgenössischen Siegeln ein Löwe dargestellt.

## Geschichte

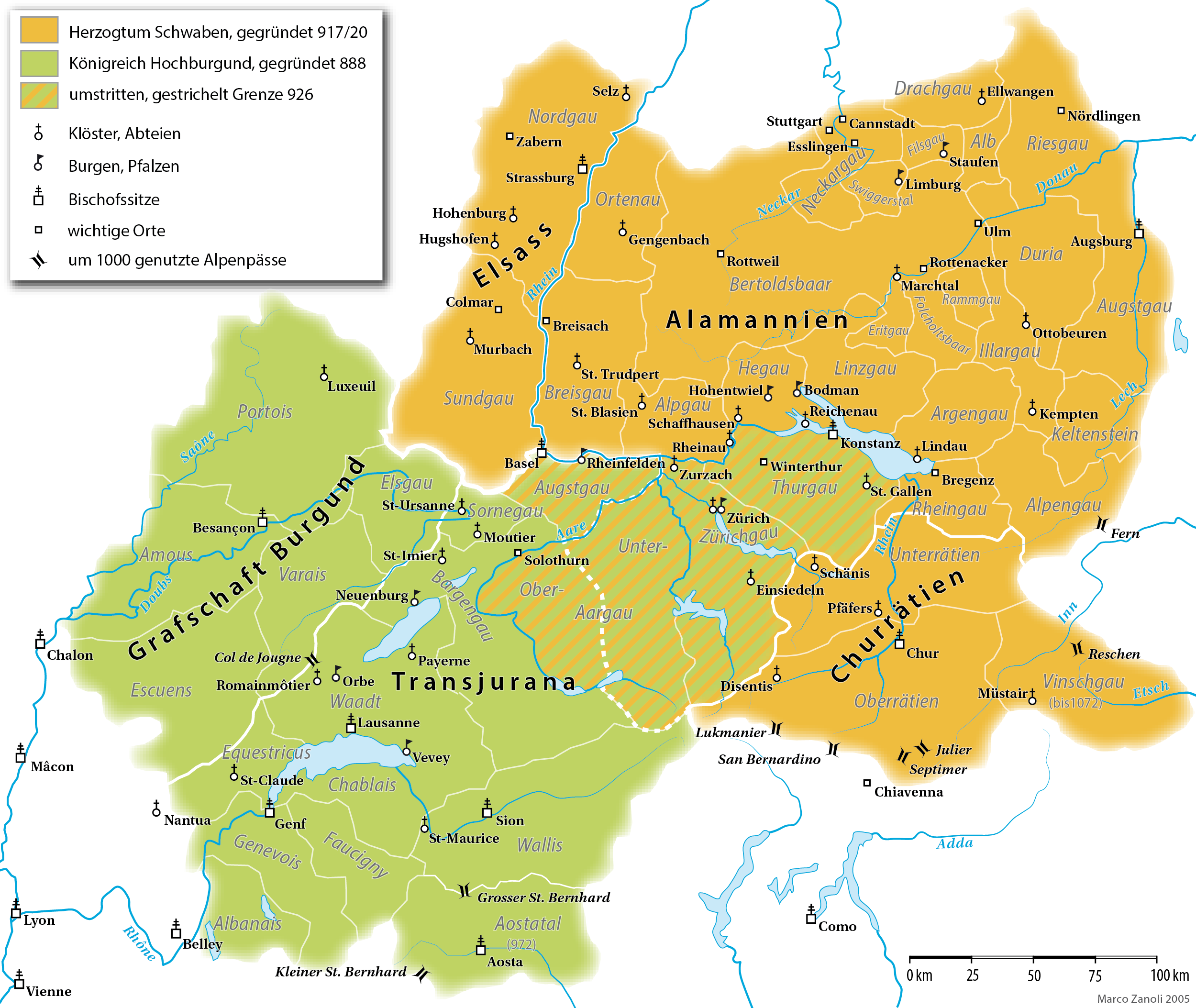
Das Herzogtum Schwaben (orange) und das Königreich Hochburgund (grün) um das Jahr 1000

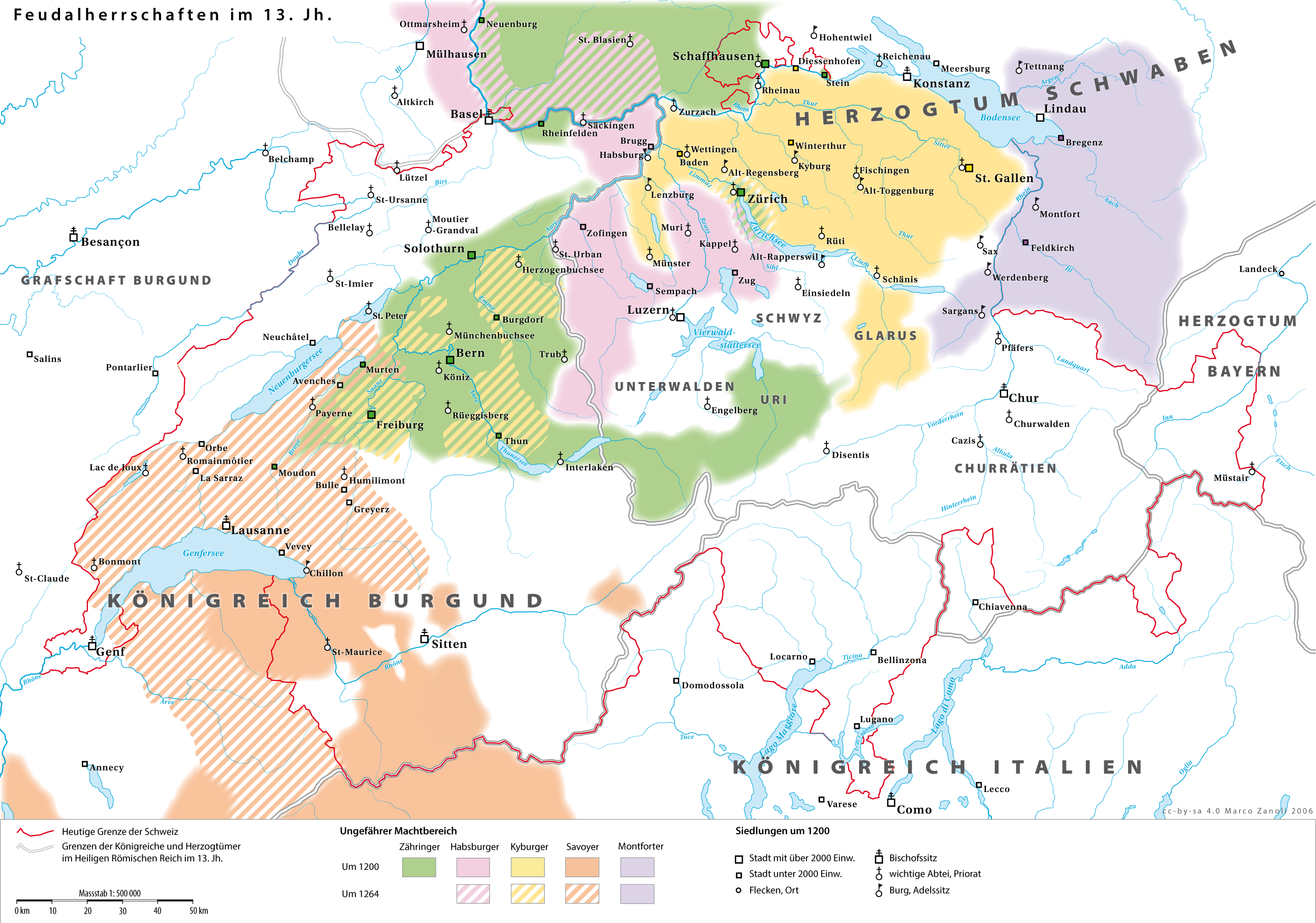
Die Adelsherrschaften in der Schweiz um 1200 – grün der Machtbereich der Zähringer

Gestützt auf Namenshäufungen wird vermutet, dass die Zähringer aus den Alaholfingern hervorgegangen sind und ihre Macht auf ein Geblütsrecht stützten. Dieses hob sie wahrscheinlich von anderen schwäbischen Geschlechtern ab.
Graf Berthold I., der verschiedene Herrschaften im Breisgau, Thurgau, der Ortenau und der Baar innehatte, erhielt 1057 als Ersatz für das ihm von Kaiser Heinrich III. versprochene Herzogtum Schwaben das Herzogtum Kärnten und die Markgrafschaft Verona, ohne diese Rechte jedoch tatsächlich ausüben zu können. Er hatte sich um 1050 als Hauptsitz die Burg Limburg im Vorland der Schwäbischen Alb, bei Weilheim Teck, erbaut und nannte sich nach ihr „Markgraf von Lintburg“. Sein Sohn Berthold II. erbaute vor 1100 die Burg Zähringen und verlegte seinen Sitz dorthin. Er nannte sich nun „Graf von Zähringen“ bzw. ab 1097 „Herzog von Zähringen“, was ihm als Ersatz für den bei den Staufern verbleibenden schwäbischen Herzogstitel zuerkannt wurde. 1091 begann er mit dem Bau der Burg Freiburg auf dem Schlossberg, da deren Lage aus militärischer und handelsstrategischer Sicht vorteilhafter erschien als die Burg Zähringen. Freiburg sollte fortan Hauptsitz werden. Die Stadt Freiburg im Breisgau soll 1120 durch Berthold III. gegründet worden sein.
Der Aufstieg der Zähringer in den Kreis der mächtigsten Fürsten im Reich vollzog sich größtenteils während des Investiturstreits, bei dem die Zähringer die meiste Zeit auf Seiten der päpstlichen Partei standen. Nachdem die papsttreuen Gegenkönige Rudolf von Rheinfelden und Hermann von Salm sowie Rudolfs Sohn gestorben waren, zählte ab 1090 Berthold II. zu den mächtigsten Fürsten dieser Partei. Der Schwiegersohn Rudolfs kam sogar als neuer Gegenkönig in Frage, doch konnte keine neue Königserhebung mehr inszeniert werden. Im 12. Jahrhundert errangen die Zähringer im heutigen Südwestdeutschland und in der heutigen Schweiz eine bedeutende Machtstellung, ohne jedoch tatsächlich ein zusammenhängendes oder fundiertes Herzogtum im Sinne eines einheitlichen Herrschaftsgebiets formen zu können. Der Silberbergbau im Schwarzwald bildete hierfür auch eine finanzielle Grundlage. Das Herzogtum Zähringen bestand aus den Eigengütern der Familie und verschiedenen Reichslehen. Dieses neue Territorialherzogtum wurde jedoch von den Zeitgenossen nicht als gleichwertig mit den althergebrachten Stammesherzogtümern betrachtet. Fortan prägte das Streben der Zähringer nach einem solchen gleichwertigen Herzogtum ihre Politik, die Machtkämpfe zwischen den Staufern und Welfen setzten jedoch ihrer Expansion eine Grenze. 1127 erhielten die Zähringer das Rektorat über Burgund. Bis zuletzt versuchten sie sowohl ihr zähringisches Herzogtum zu einem territorialen Herzogtum auszubauen als auch die Rektoratswürde über Burgund als regelrechtes Herzogtum erscheinen zu lassen.
Berthold IV. gehörte zu den wichtigsten Fürsten des Reiches unter Kaiser Friedrich Barbarossa und gründete zahlreiche Städte, darunter Freiburg im Üechtland. Sein Bruder Rudolf von Zähringen kandidierte für das Mainzer Erzbischofsamt und wurde später Bischof von Lüttich. Die Schwester Clementia von Zähringen war die Frau Heinrichs des Löwen. Der Sohn Berthold V. gründete 1191 die Stadt Bern, die er zum Mittelpunkt seiner Herrschaft ausbaute. Nach dem Tod Kaiser Heinrichs VI. (1197) wurde er als Thronkandidat ins Gespräch gebracht. Er betrieb die Kandidatur jedoch nur kurze Zeit; immerhin zeigt die Episode jedoch, dass die Familie als wahlfähig für das Amt des römisch-deutschen Königs galt.
Grablege der Familie war bis 1093 Weilheim an der Teck, wo mit der Limburg die Stammburg des Geschlechts stand. Entsprechend der Verschiebung des Zentrums der zähringischen Besitztümer nach Südwesten war ab 1093 das von Berthold II. gegründete Kloster St. Peter auf dem Schwarzwald letzte Ruhestätte der Zähringer. Berthold V. begann 1200 den ersten Erweiterungsbau des Freiburger Münsters auch mit dem Ziel, eine neue repräsentative Grablege zu schaffen. Die Hauptlinie der Zähringer starb jedoch vor Fertigstellung der Kirche mit dem Tod Bertholds V. 1218 aus.

Die Zähringerstädte in Deutschland und in der Schweiz

## Siedlungen
Die Zähringer betrieben in ihrem Machtbereich eine aktive Siedlungspolitik und gründeten zahlreiche Städte, Dörfer und Klöster. Dabei wählten sie die Standorte nach politischen und wirtschaftlichen Gesichtspunkten aus. Einheitliches Recht, zentrale Verwaltung sowie größtmögliche Freiheit für die Bürger der Städte kennzeichneten ihren Herrschaftsbereich. Ein weiteres Kennzeichen ist der typische Stadtgrundriss mit dem so genannten Zähringer-Straßenkreuz: Zwei Straßenzüge, die sich annähernd rechtwinklig kreuzen, teilen das Stadtgebiet in vier Quartiere. Die Hauptkirche liegt nicht an zentraler Stelle, sondern auf einem Platz in einem der Viertel. Meist ist die eine Achse als Marktgasse breiter ausgebildet. Zu diesen Städten zählen beispielsweise Bern, Burgdorf, Bräunlingen, Freiburg im Breisgau, Freiburg im Üechtland, Haslach im Kinzigtal (als Zentrum des lokalen Silberbergbaus), Murten, Neuenburg am Rhein (zur Sicherung des Rheinübergangs und als Zollstation), Offenburg, Rheinfelden (Schweiz) (Standort der Alten Rheinbrücke), Thun und Villingen.
Die Städte lagen auf beiden Seiten des Schwarzwalds. Deshalb war es für die Zähringer sehr wichtig, Durchgänge durch dieses Mittelgebirge zu schaffen bzw. zu beherrschen. Zur Verbindung der Städte Freiburg im Breisgau und Villingen wurde die Wagensteige geschaffen. Bald trat die Route durch das Höllental an ihre Stelle. Durch die Rodungen, die für den Wegebau notwendig waren, war es vielen Ministerialen der Zähringer möglich, im Schwarzwald zu leben. Daher haben die Zähringer einen Anteil an der Besiedlung des Schwarzwalds.

## Stammliste und Linien

### Hauptlinie
Die Regenten der Zähringer waren:

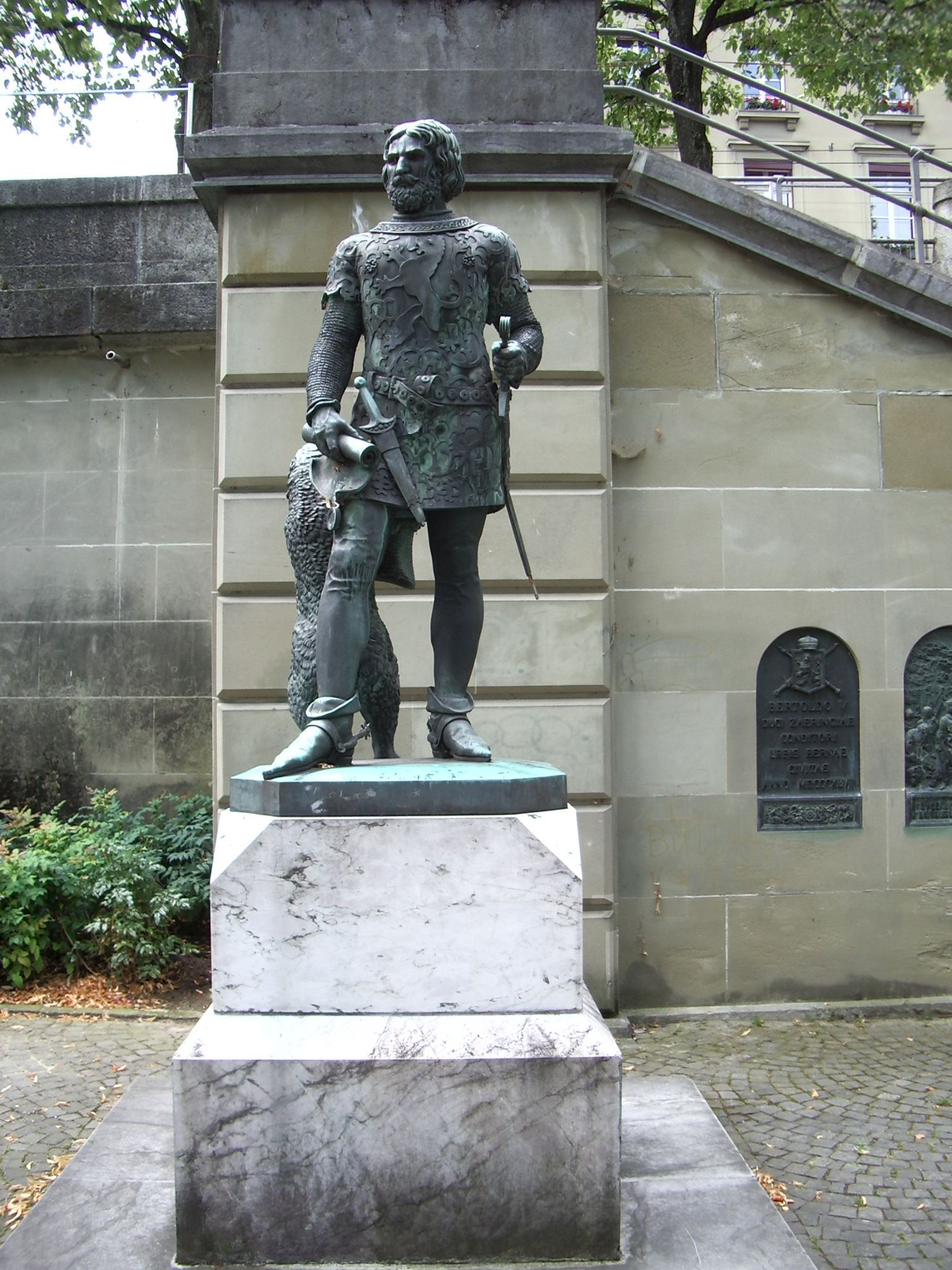
Berthold V. in der Fantasiedarstellung des Berner Zähringerdenkmals

- Berthold I. (* um 1000; † 1078), Herzog von Kärnten, Markgraf von Verona
- Berthold II. (1078–1111), Herzog von Schwaben, Herzog von Zähringen
- Berthold III. (1111–1122), Herzog von Zähringen
- Konrad I. (1122–1152), Herzog von Zähringen, Rektor von Burgund
- Berthold IV. (1152–1186), Herzog von Zähringen, Rektor von Burgund
- Berthold V. (1186–1218), Herzog von Zähringen, Rektor von Burgund

Weitere bedeutende Zähringer und Zähringerinnen waren:
- Hermann I. († 1074), Markgraf von Verona und Graf im Breisgau, ältester Sohn Bertholds I., Stammvater der Linie der Markgrafen von Baden
  - Hermann II. (1060–1130), erster Markgraf von Baden, auf Burg Hohenbaden
- Gebhard III. († 1110), Bischof von Konstanz, jüngster Sohn Bertholds I.
- Clementia von Zähringen († 1167), Tochter Konrads I. – heiratete 1147 Heinrich den Löwen
- Rudolf von Zähringen († 1191), erwählter Erzbischof von Mainz, Bischof von Lüttich, Sohn Konrads I.
- Liutgard von Zähringen (Tochter Bertholds I.)

Mit dem Tod Bertholds V. starb die Linie der Herzöge von Zähringen aus. Kaiser Friedrich II. zog einige Reichslehen der Zähringer ein, das Erbe des Allodialguts von Berthold V. traten seine Schwestern Agnes und Anna an, die in die Familien der Grafen von Urach und Grafen von Kyburg eingeheiratet hatten. Die Uracher Linie in und um Freiburg im Breisgau sowie im Schwarzwald nannte sich ab 1230 Grafen von Freiburg (von ihnen stammt wiederum das Haus Fürstenberg ab). Die Schweizer Besitzungen gingen an die Kyburger und fielen nach deren Aussterben 1263 an die Habsburger Nebenlinie der Grafen von Neu-Kyburg.
Aufgrund des roten Adlers aus dem Wappen der späteren Freiburger Grafen wird dieser als ursprüngliches Wappen der Zähringer interpretiert, wobei jedoch das Löwensiegel Bertholds V. dem entgegensteht. Allerdings lebte der letzte Zähringer auch erst zur Zeit der Entstehung der ersten Wappen.

#### Bildnisse der Zähringer Herzöge

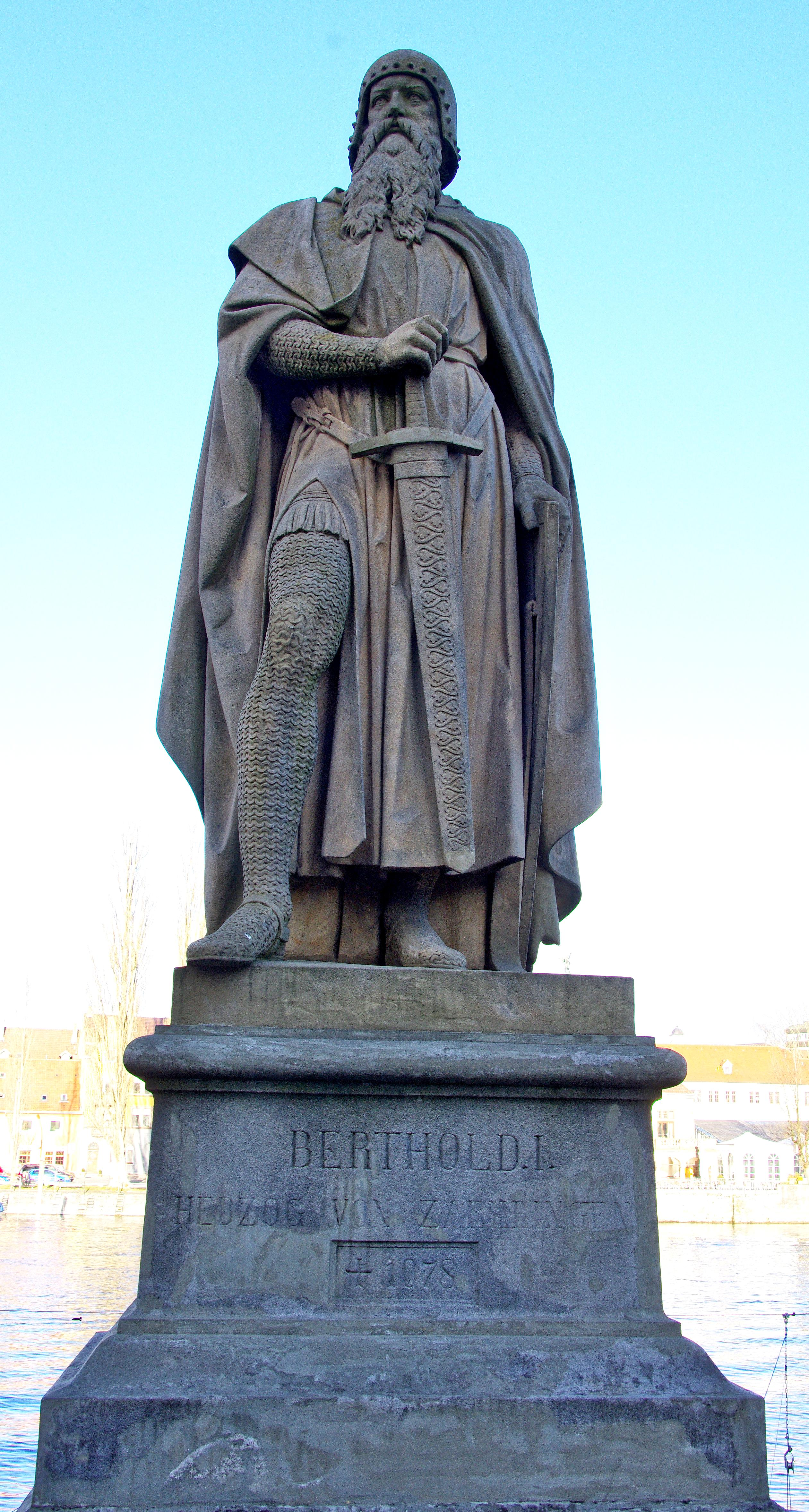
Berthold I. (um 1000–1078), auf der Rheinbrücke Konstanz
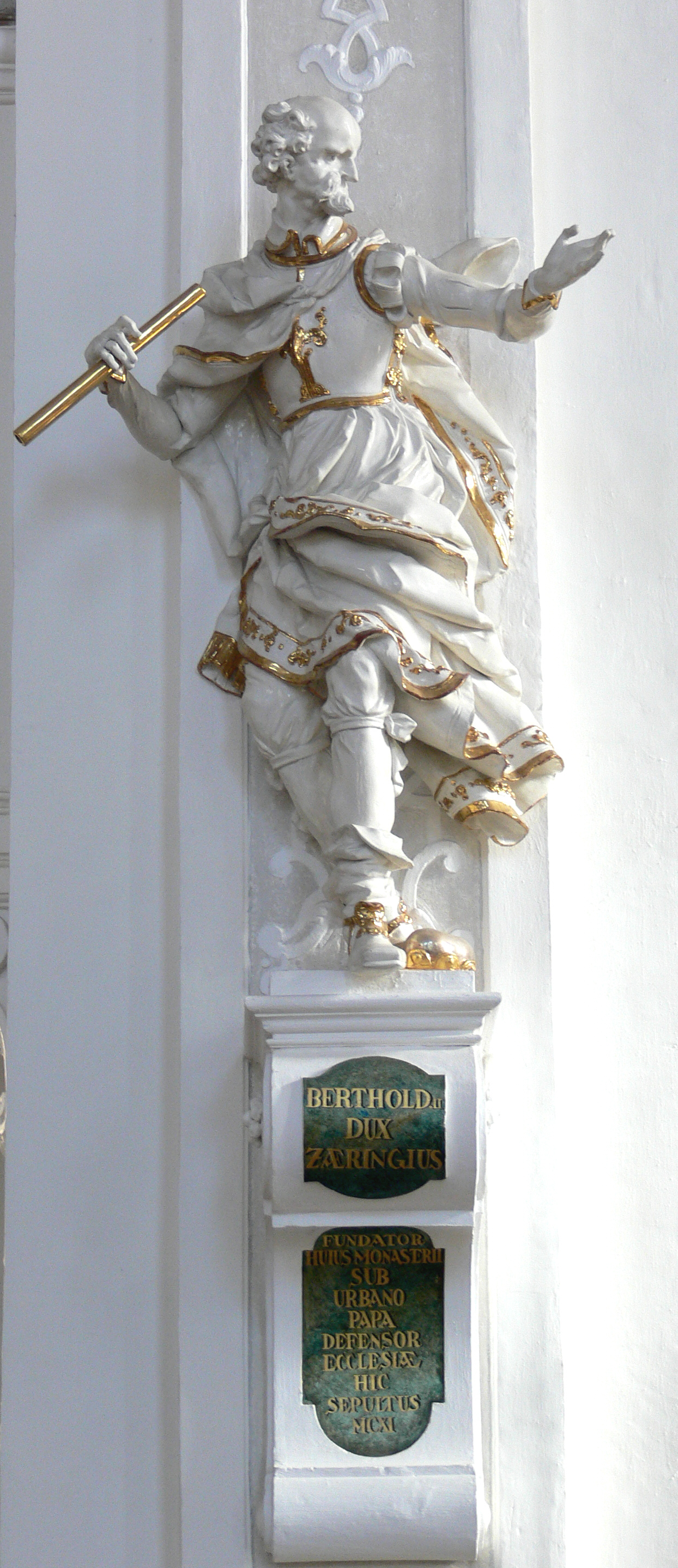
Berthold II. (1078–1111), barocke Stifterfigur im Kloster St. Peter
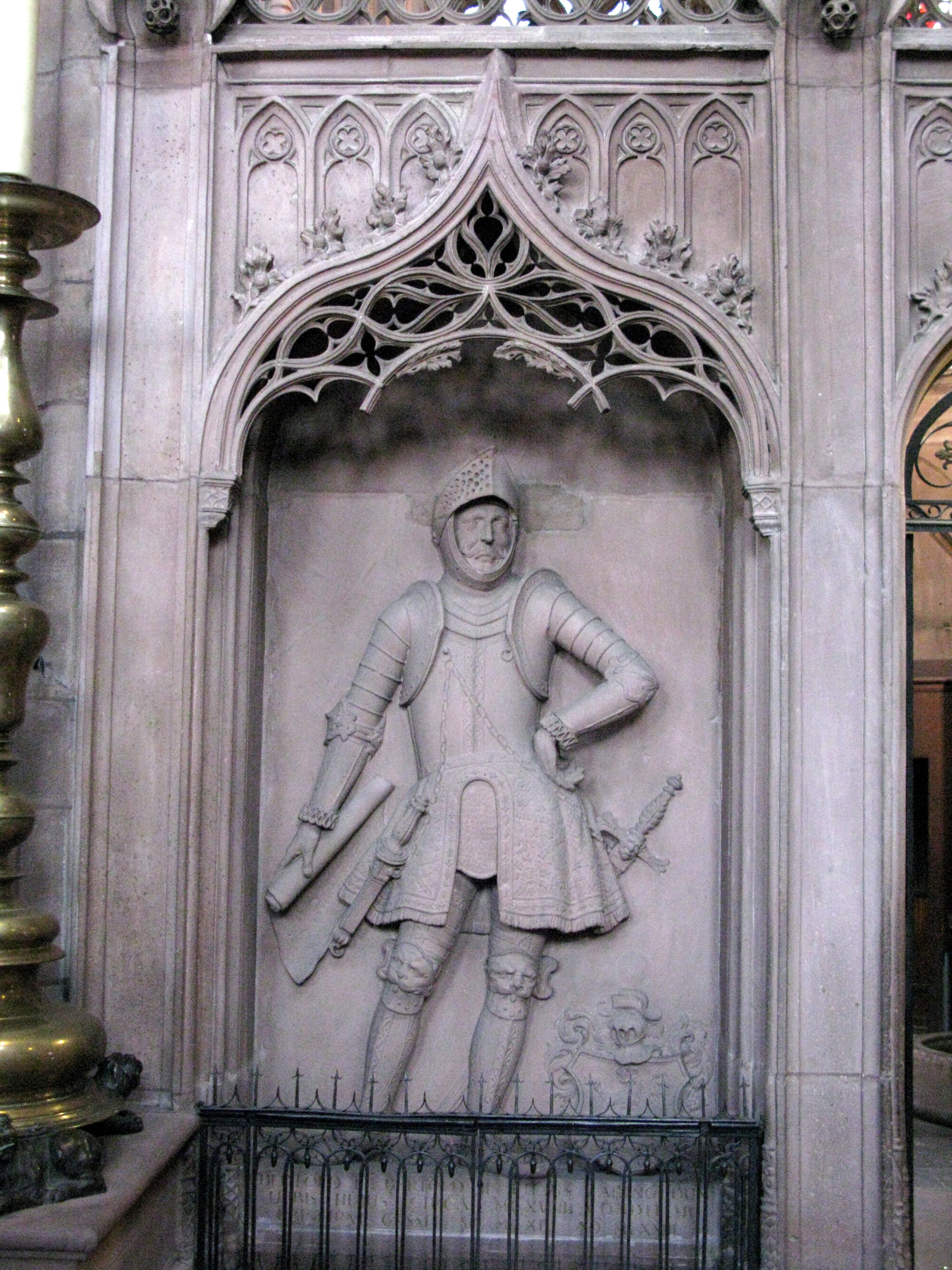
Berthold III. (1111–1122), Reliefbildnis im Chor des Freiburger Münsters
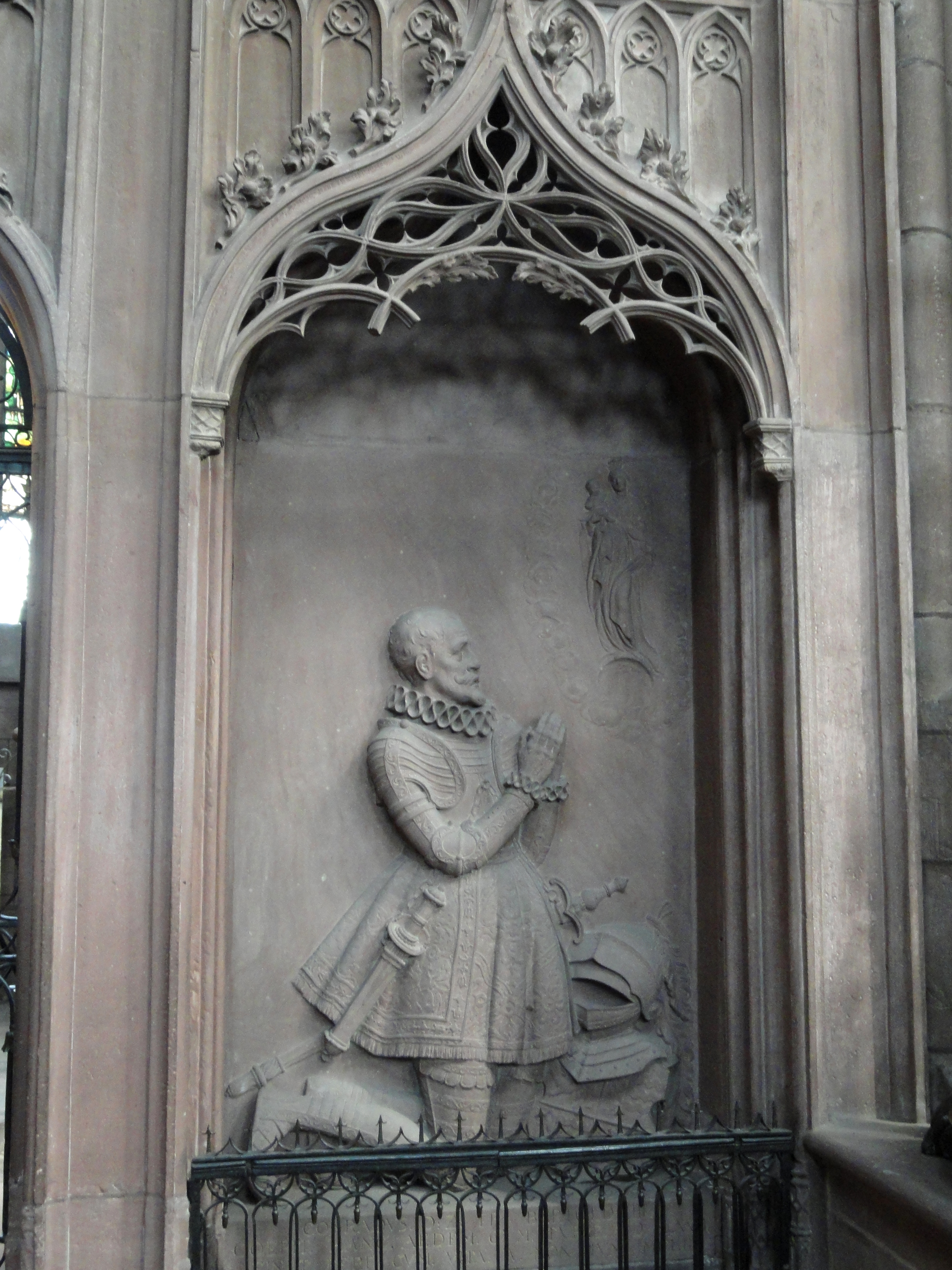
Konrad I. (1122–1152), Freiburger Münster
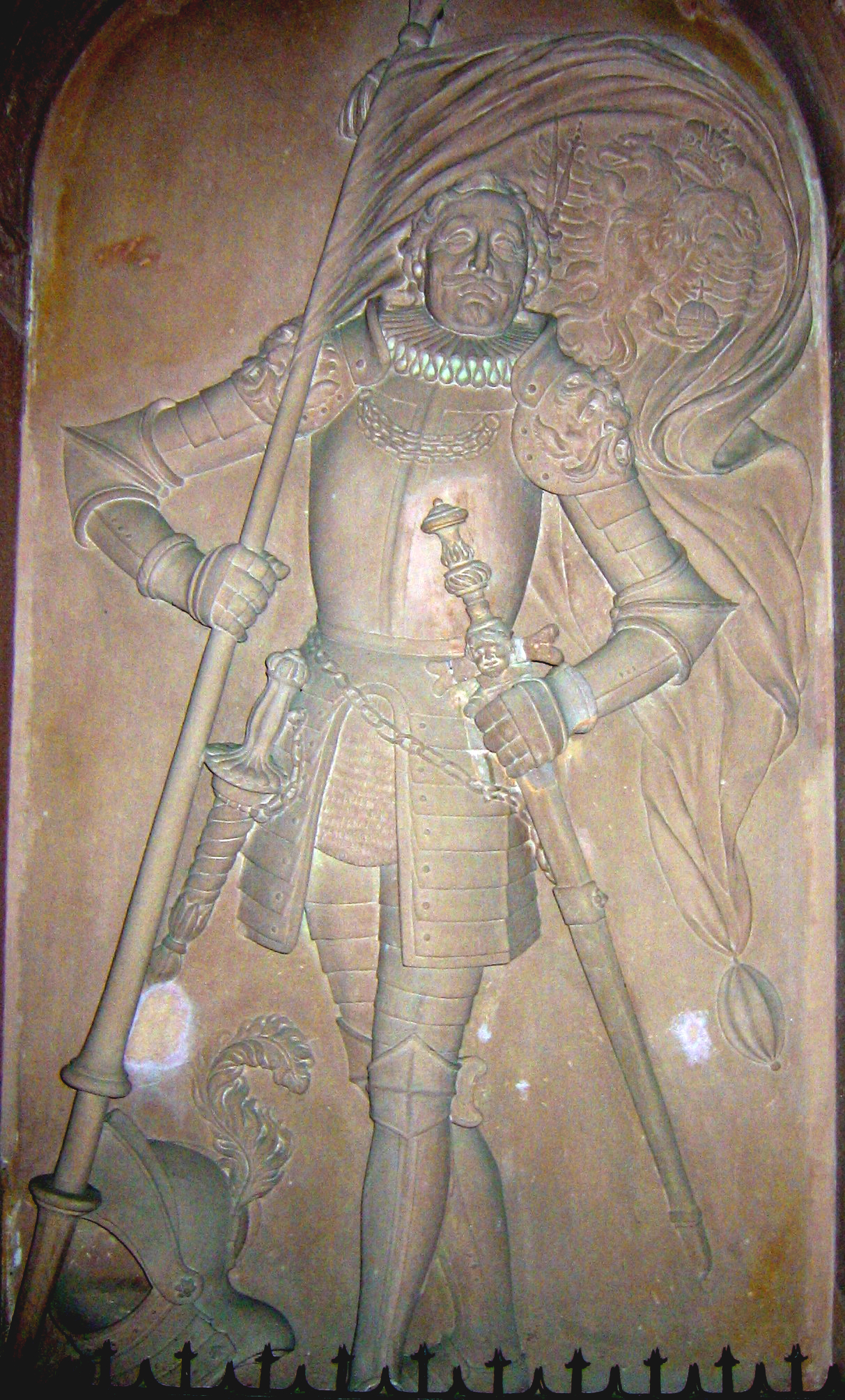
Berthold IV. (1152–1186), Relief von Franz Anton Xaver Hauser, Freiburger Münster
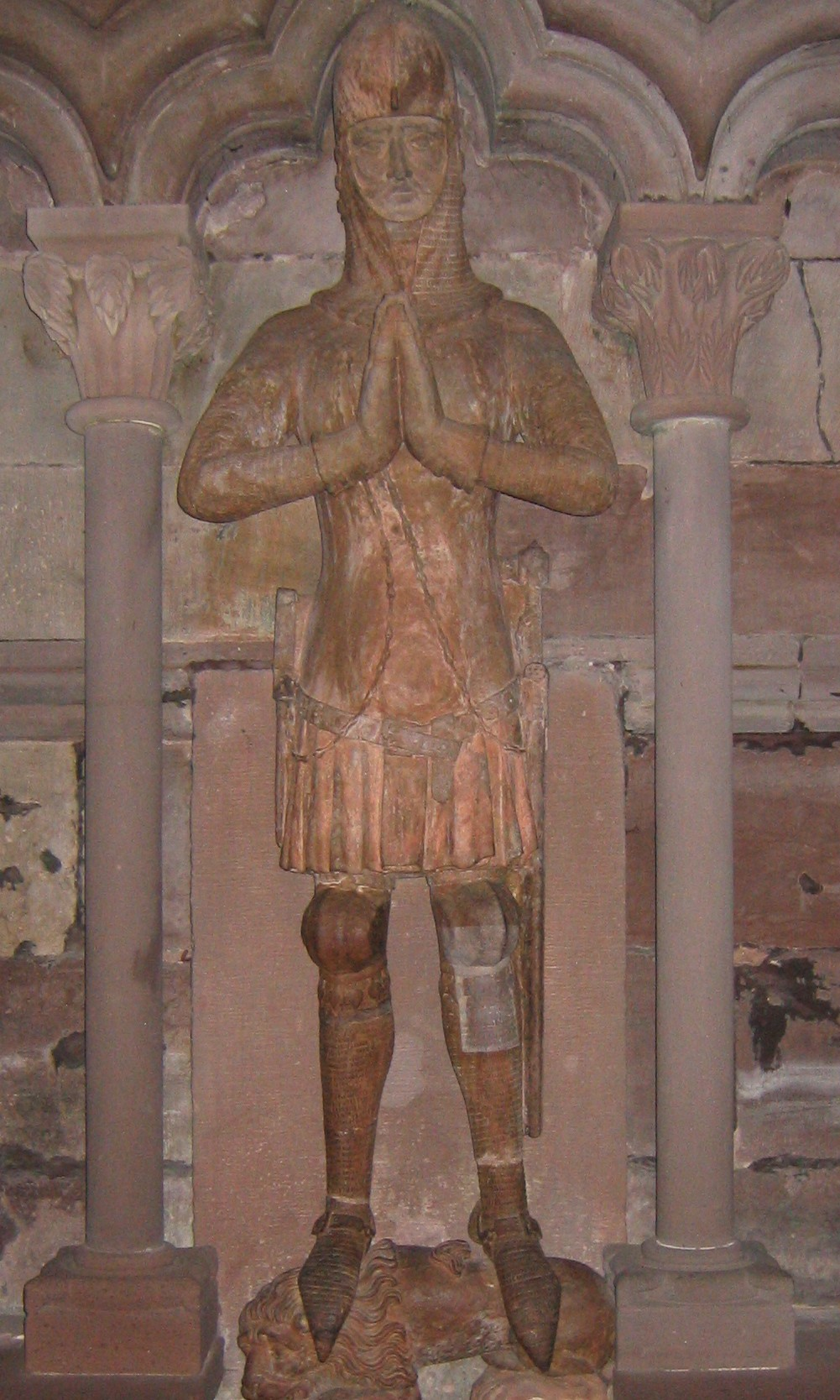
Berthold V. (1186–1218), Freiburger Münster

### Markgrafen von Baden

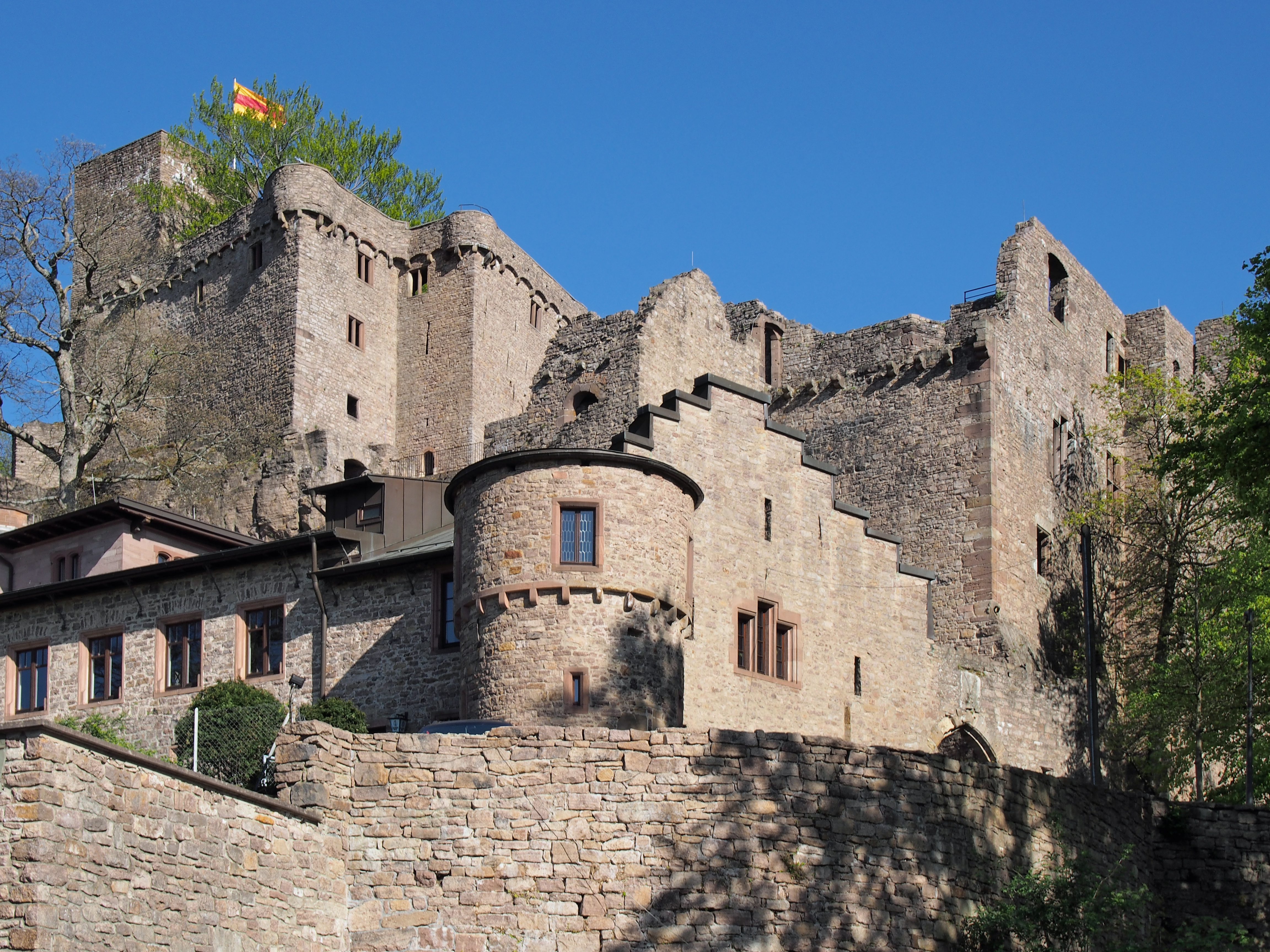
Schloss Hohenbaden

Die Linie der Markgrafen von Baden, die auf den ältesten Sohn von Berthold I., Hermann I., zurückgeht, erbte in einer Totteilung Teile des Besitzes sowie den Markgrafentitel. Hermann II., der Sohn von Hermann I., nannte sich 1112 erstmals Markgraf von Baden. Die Linie regierte – zeitweise in mehrfach geteilten Territorien – als Markgrafen bis zum Reichsdeputationshauptschluss 1803, der das badische Territorium stark vergrößerte und Karl Friedrich die Kurfürstenwürde einbrachte. 1806 wurde das Kurfürstentum Baden zum Großherzogtum Baden erhoben, das die Erben Karl Friedrichs bis zum Tode Ludwigs I. 1830 bzw. als morganatische Seitenlinie bis zur Abdankung Friedrichs II. 1918 (Novemberrevolution) regierten.
Ab 1805 bezeichnete sich das Haus Baden, basierend auf genealogischen Studien des Historikers Johann Daniel Schöpflin, im propagandistischen Rückgriff auf das Hochmittelalter selbst als Herzöge von Zähringen und verwendete den Namen unter anderem für den Zähringer Löwenorden sowie noch im 20. Jahrhundert für die Zähringer Stiftung.

### Herzöge von Teck
Adalbert, Bruder von Berthold IV., erbte Familienbesitzungen um die Burg Teck und nannte sich ab 1187 Herzog von Teck. Berthold von Teck war ab 1223 Bischof von Straßburg. Eine Außenseitermeinung unter Historikern geht davon aus, dass Konrad II. 1292 von einer der Parteien zum römisch-deutschen König gewählt und deshalb vor der offiziellen Wahl ermordet wurde. Die Herzöge von Teck starben mit dem Tode Ludwigs von Teck, Patriarch von Aquileja, 1439 aus; der Titel wurde später im Rahmen der Rangerhöhung der Württemberger wiederverwendet.

## Herrschaftssitze und Kirchen
In den Herrschaftsgebieten der Zähringer befanden sich zahlreiche Burgen und Klöster. Zu den wichtigsten zählten die Stammsitze der Limburg, der Burg Zähringen und der Burg Freiburg im Breisgau. Die Burg Teck wurde zum Sitz der Nebenlinie Teck, die Burg Hohenbaden zum Ausgangspunkt der Markgrafen aus dem Haus Baden. Hauskloster und Grablege war St. Peter auf dem Schwarzwald und zuletzt das 1200 begonnene Freiburger Münster, in dem sich einige Monumente mit Idealabbildungen der Zähringer befinden.
In der (späteren) Schweiz entstanden um 1190 die Burg Nydegg in der neu gegründeten Stadt Bern, zeitgleich das Schloss Thun und das um 1200 zum Herrschaftssitz im Emmental ausgebaute Schloss Burgdorf.

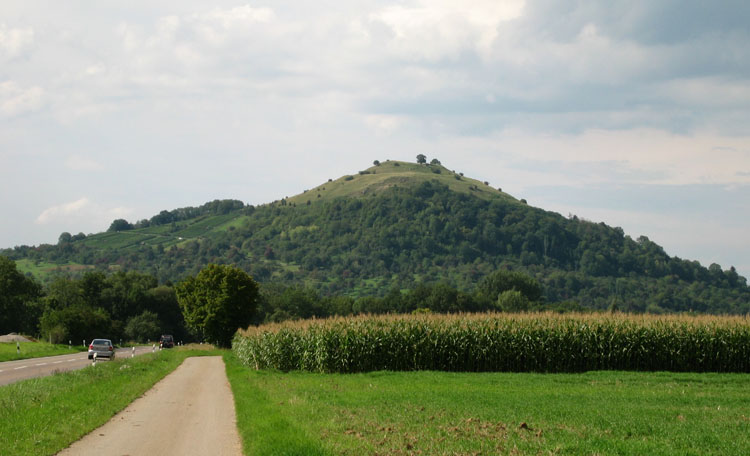
Burgberg der Limburg (bei Weilheim an der Teck)
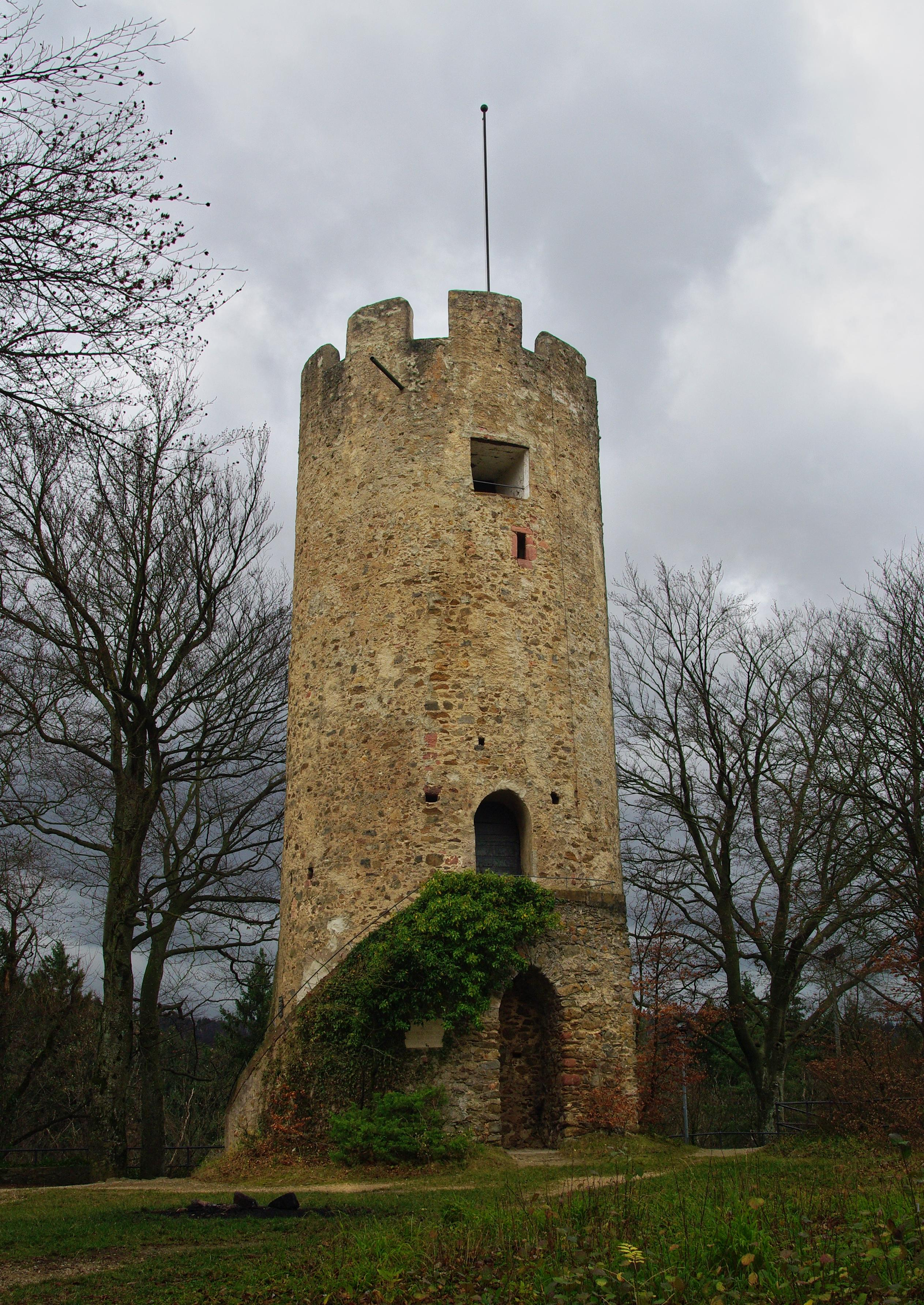
Burg Zähringen
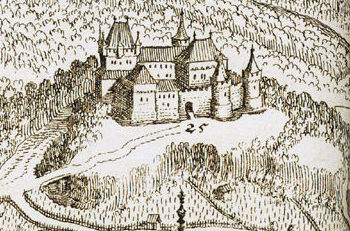
Burg Freiburg im Breisgau
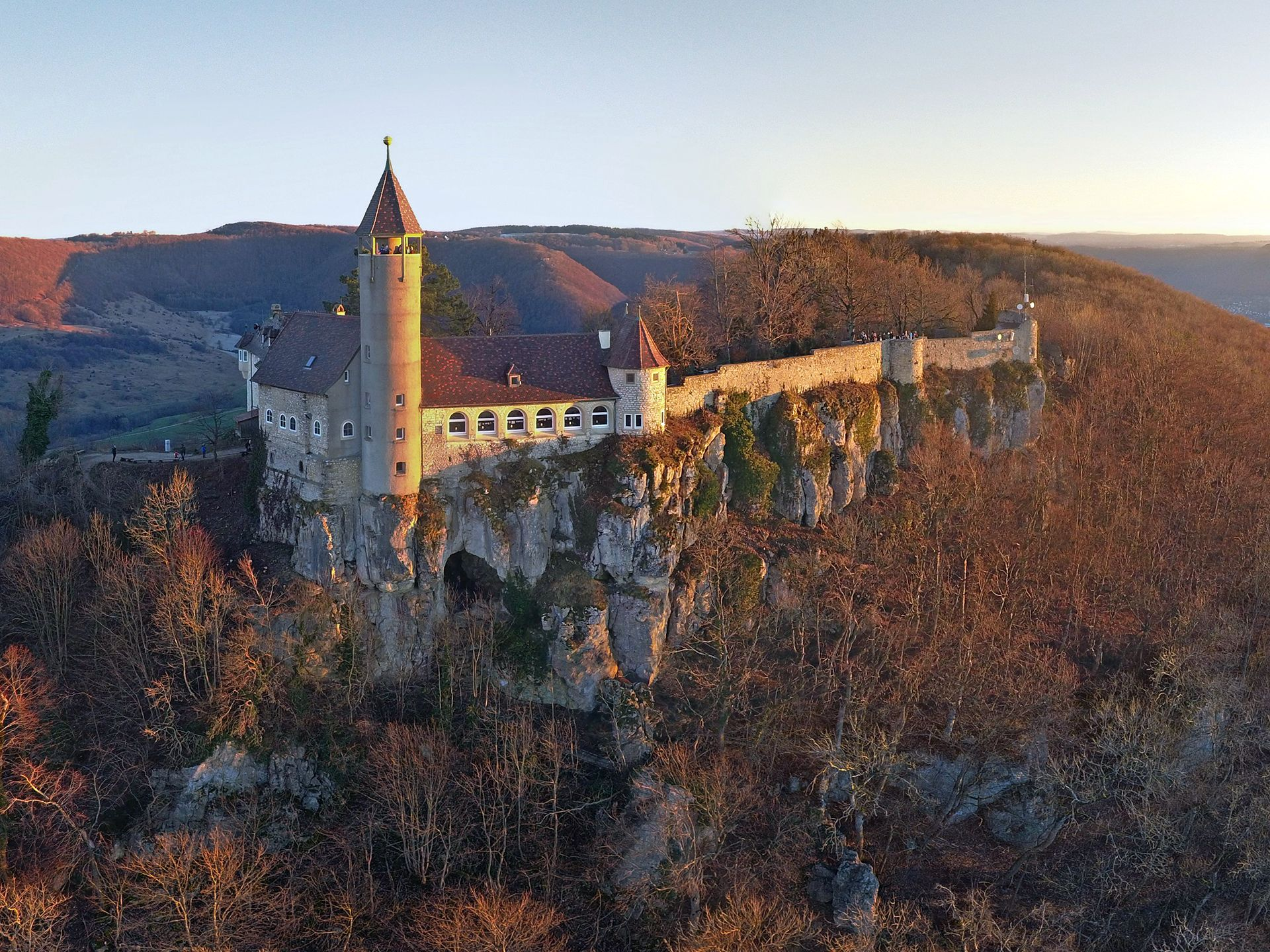
Burg Teck
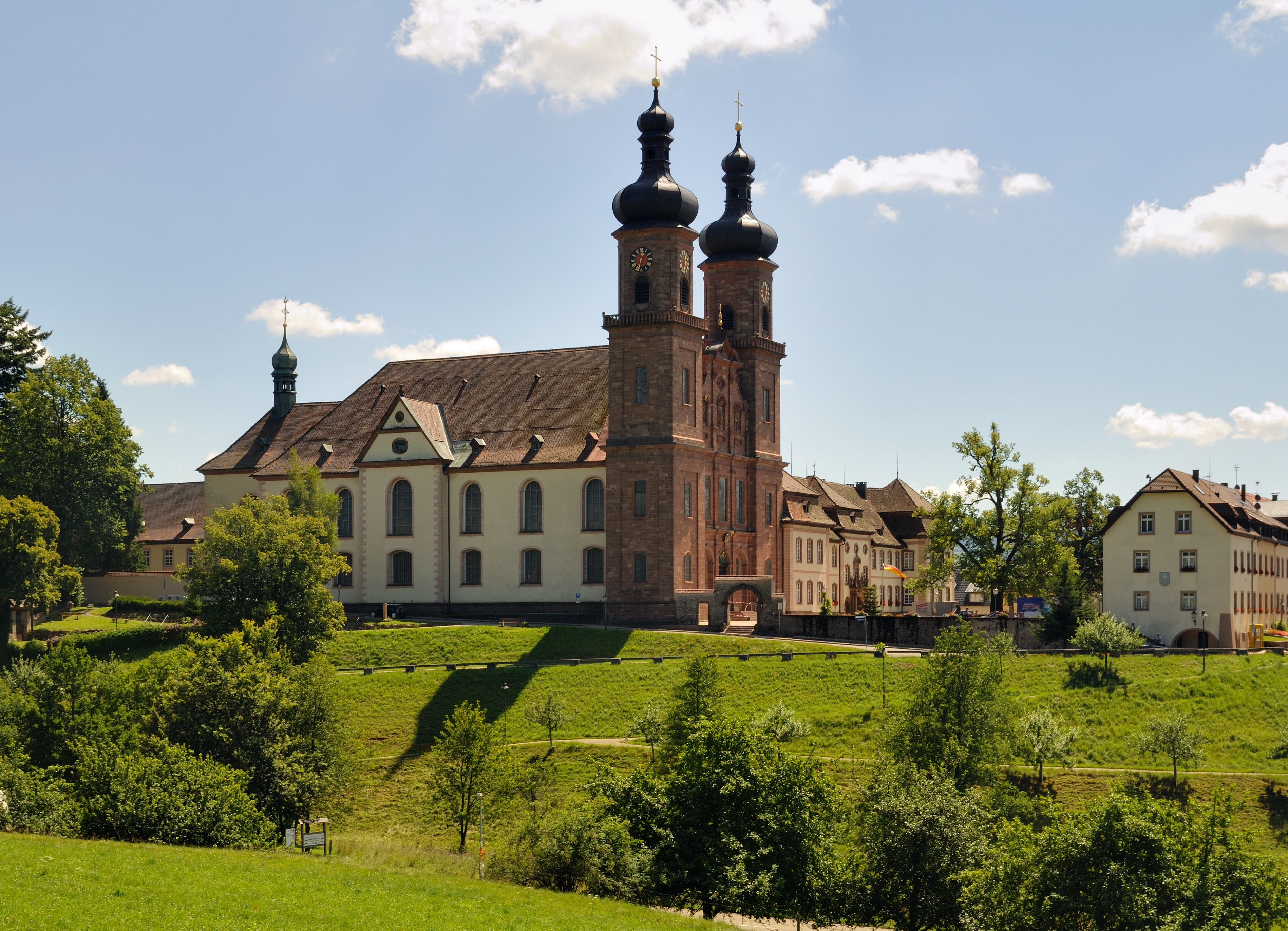
St. Peter auf dem Schwarzwald, Hauskloster und Grablege
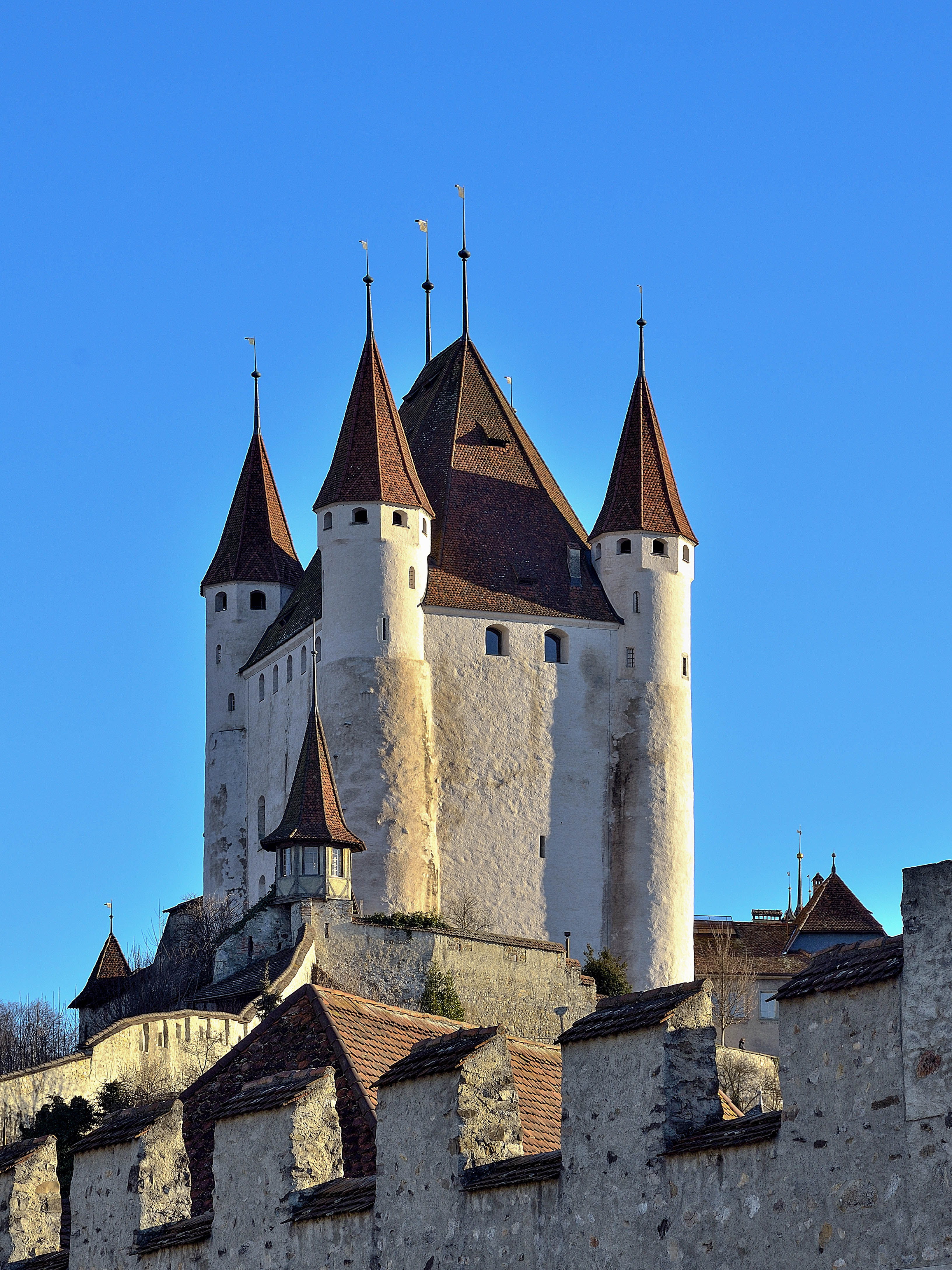
Schloss Thun
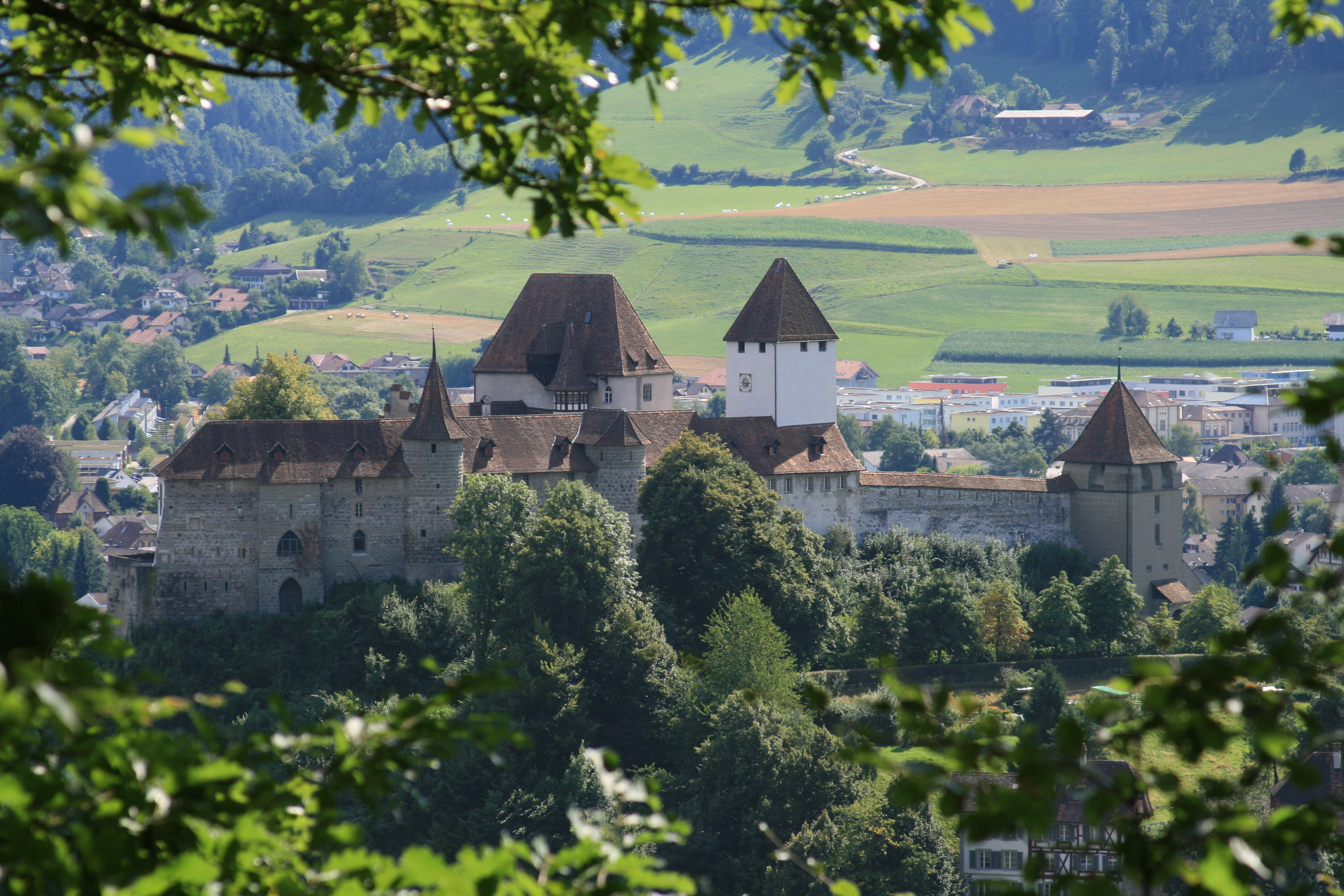
Schloss Burgdorf im Emmental